# ایستگاه واندا

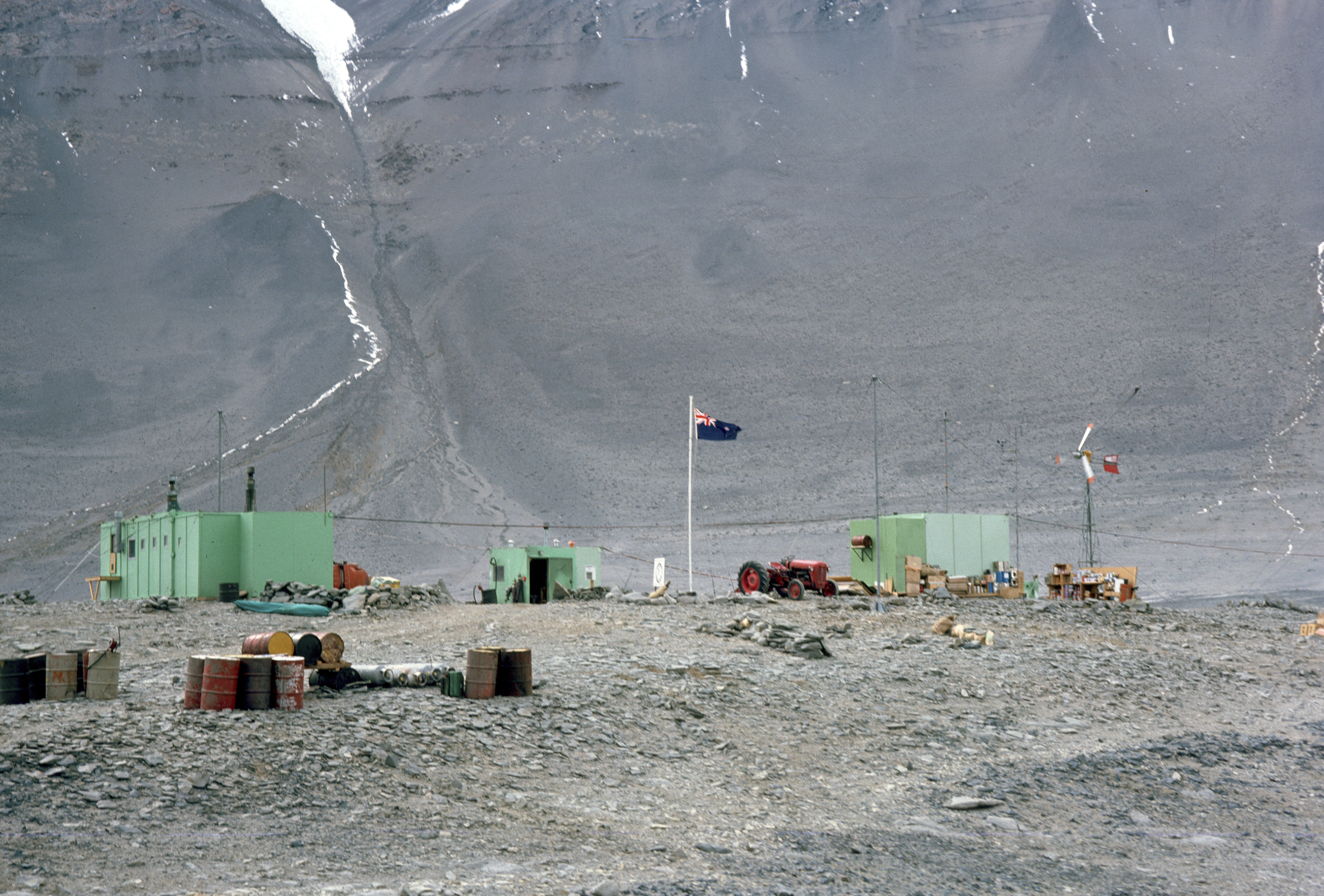
نگاره ای از ایستگاه واندا به سال ۱۹۷۵

ایستگاه واندا (انگلیسی: Vanda Station) یک پایگاه پژوهشی در جنوبگان بود که در بلندی‌های غربی (سرزمین ویکتوریا) قلمرو وابسته راس به ویژه در ساحل دریاچه واندا در دهانه رود اونیکس در دره رایت مستقر بود. چهار ساختمان اصلی ایستگاه در تابستان ۱۹۶۷–۱۹۶۸ و ۱۹۶۸–۱۹۶۹ پیش از نخستین اقامت زمستانی پنج عضو تیم از ژانویه تا ۱۹ اکتبر ۱۹۶۹ ساخته شد.
تا سال ۱۹۹۱ ایستگاه واندا در طول تابستان پر از سکنه بود و برنامه‌های علمی مانند هواشناسی، آب‌شناسی، لرزه‌شناسی و جریان‌های مغناطیسی زمین در آن انجام می‌شد. این ایستگاه از نظر لجستیکی توسط پایگاه اسکات که پایگاهی دائمی متعلق به نیوزیلند و مستقر در جزیره راس است، پشتیبانی می‌شد.